# خواكيم فريدريش
خواكيم فريدريش (بالألمانية: Joachim Friedrich)‏ (و. 1953  م) هو كاتب، واقتصادي ألماني، ولد في أوبرهاوزن.

## جوائز
حصل على جوائز منها:

Paderborn Hare ‏ (2000)

## روابط خارجية
- خواكيم فريدريش على موقع ميوزك برينز (الإنجليزية)